# Ekkviststövslända
Ekkviststövslända (Lachesilla quercus) är en insektsart som först beskrevs av Hermann Julius Kolbe 1880.  Ekkviststövslända ingår i släktet Lachesilla och familjen kviststövsländor. Arten är reproducerande i Sverige. Inga underarter finns listade i Catalogue of Life.